# Pourakino (rivière)
La rivière Pourakino (en anglais : Pourakino River) est un cours d’eau de la région du Southland de l’Île du Sud en Nouvelle-Zélande,

## Géographie
Elle s’écoule dans l'estuaire du fleuve Aparima (autrefois connu sous le nom en anglais Jacob's River), à proximité de la ville de Riverton.